# Carlos Hernández Almeida
Carlos Alberto Hernández Almeida  (San Félix, Estado Bolívar; 24 de mayo de 1967) es un exjugador y exmánager de béisbol venezolano, que participó en Grandes Ligas de Estados Unidos y en la Liga Venezolana de Béisbol Profesional.
Hernández se convirtió en jugador profesional en 1984 y se desempeñó principalmente como receptor durante toda su carrera beisboística. En 1990 ingresó a Los Angeles Dodgers, siendo suplente de Mike Scioscia y después de Mike Piazza. Para 1997 se encontraba en los Padres de San Diego como receptor regular, un año después fue a la Serie Mundial. En 2000 fue traspasado a los Cardenales de San Luis para sustituir a Mike Matheny, pero en 2002 tuvo que abandonar su carrera tras sufrir una lesión en la espalda.
En 2004 se estrenó como mánager en la Liga Norte de México con los Ponis de Tijuana y luego en 2006 pasó a dirigir un equipo sucursal de los Padres de San Diego en la Liga Dominicana de Verano. En noviembre de 2006 se convirtió en 31.º mánager de los Leones del Caracas en reemplazo de Carlos Subero, luego de haber iniciado la temporada con una mala racha. En su primera temporada el equipo no obtuvo buenos resultados, pero en la 2007-2008 fueron peores y el equipo no se clasificó al Round Robin, por tal motivo la directiva del club decidió cambiar algunos jugadores, su presidente y el mánager. Hernández fue sustituido por Frank Kremblas. En el 2009 Hernández se radica e San Diego donde dirige el restaurant venezolano "Caribbean Flavor".